# Moberly
Moberly is een plaats (city) in de Amerikaanse staat Missouri, en valt bestuurlijk gezien onder Randolph County.

## Demografie
Bij de volkstelling in 2000 werd het aantal inwoners vastgesteld op 11.945.
In 2006 is het aantal inwoners door het United States Census Bureau geschat op 13.992, een stijging van 2047 (17,1%).

## Geografie
Volgens het United States Census Bureau beslaat de plaats een oppervlakte van
30,0 km², waarvan 29,9 km² land en 0,1 km² water. Moberly ligt op ongeveer 264 m boven zeeniveau.

## Plaatsen in de nabije omgeving
De onderstaande figuur toont nabijgelegen plaatsen in een straal van 20 km rond Moberly.

## Geboren
- Brent Briscoe (21 mei 1961), acteur en scenarioschrijver